# انفجار معهد الأورام 2019
في 4 أغسطس 2019، حدث تصادم بين عدد من السيارات نجم عنه انفجار أمام المعهد القومي للأورام وسط القاهرة في مصر. أسفر الحادث عن مقتل ما لا يقل عن 20 شخصًا وإصابة 47 آخرين على الأقل. يقال إن السيارة كانت تسير بطريقة خاطئة وزُعم أنها تحتوي على أسطوانة أكسجين. في اليوم التالي، قال وزير الداخلية إن السيارة كانت تحتوي على متفجرات وكان من المقرر استخدامها في عملية إرهابية. كانت السيارة المليئة بالمتفجرات في طريقها لشن هجوم في جزء آخر من العاصمة. اتهمت وزارة الداخلية المصرية حركة حسم بتنفيذ التفجير، إلا أن الحركة نفت تلك المزاعم.
في 8 أغسطس، أعلنت الداخلية المصرية مقتل 17 شخصًا قالت إنهم من المتورطين في التفجير.